# La Géométrie

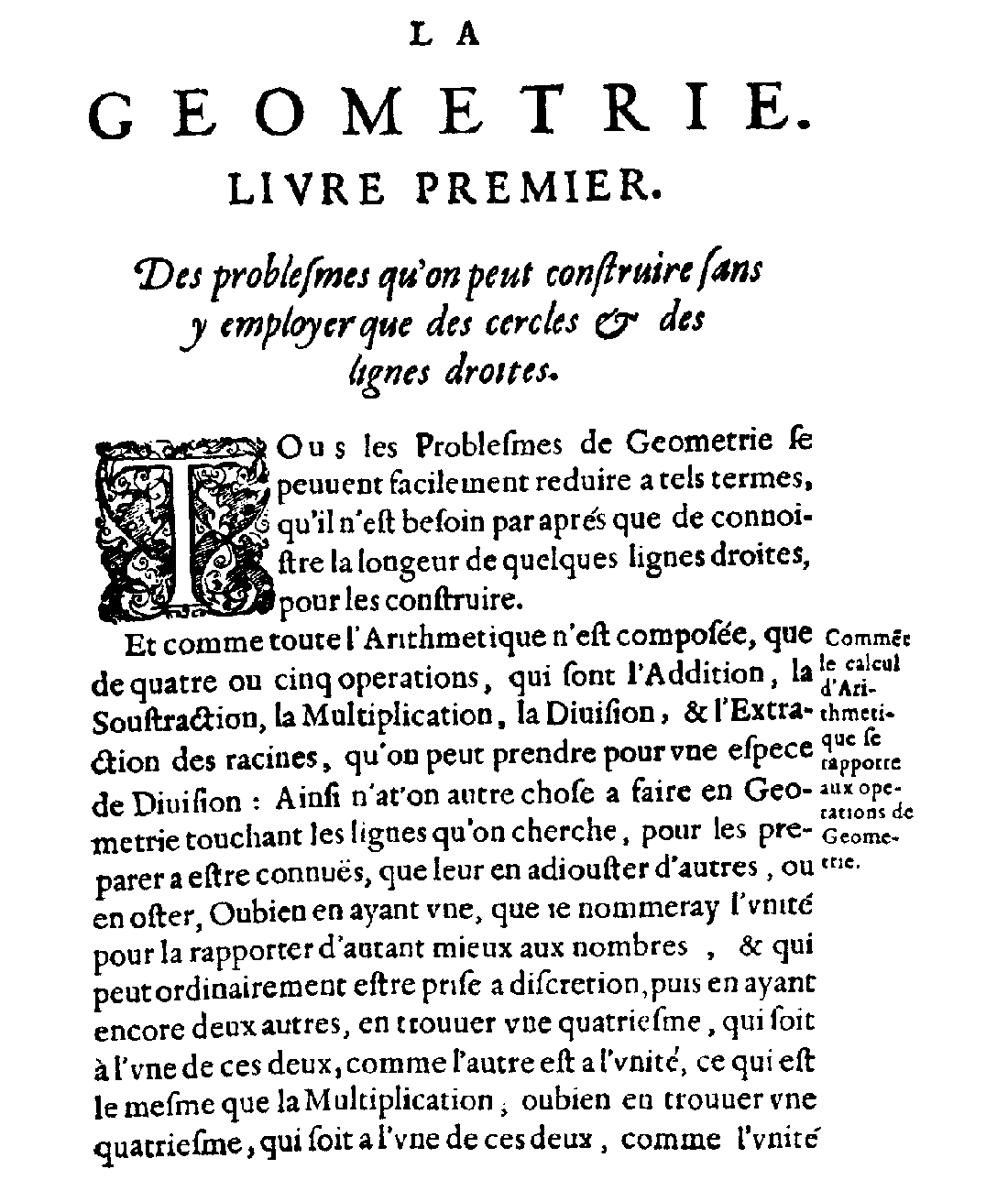
René Descartes, La Géometrie (Erstausgabe 1637)

La Géométrie (im Deutschen auch Die Geometrie oder Geometrie) ist ein Werk des französischen Gelehrten René Descartes, welches 1637 in Leiden zusammen mit den Werken Discours de la méthode, La Dioptrique und Les Météores erschien. Das in französischer Sprache geschriebene Werk beschäftigte sich erstmals mit der Idee, die Algebra und Geometrie zu vereinigen, wodurch das Gebiet der analytischen Geometrie entstanden ist. Ebenso ist dieses Werk ein wichtiger Meilenstein in der Entwicklung der modernen Analysis.

## Inhalt

Das Produkt

### Überblick
Das Werk gliedert sich in drei Bücher. Im Gegensatz zu vielen anderen Werken seiner Zeit schrieb er es auf Französisch, was es einer breiteren Bevölkerungsschicht zugänglich machte. Carl Benjamin Boyer beschreibt seinen Sprachstil als unklar, der sich auf Andeutungen und Angaben von Beispielen beschränkt; zudem wird das Fehlen systematischer Sortierung und stringenter Beweisführung bemängelt.

### Buch I
Buch I trägt den Titel Des problèmes qu’on peut construire sans y employer que des cercles et des lignes droites. („Über Probleme, die man nur mit Lineal und Zirkel konstruieren kann“). Die wesentliche Leistung Descartes besteht darin zu demonstrieren, dass diese Probleme mit wesentlichen algebraischen Grundoperationen korrespondieren. Beispielsweise zeigt Descartes zu Beginn, dass das Produkt zweier positiver Zahlen {\displaystyle a\cdot b} zwar einer Fläche eines Rechteckes mit Seitenlängen {\displaystyle a} und {\displaystyle b} entspricht, aber man genauso gut mithilfe der Strahlensätze eine Strecke der Länge {\displaystyle a\cdot b} konstruieren kann. Für die Entwicklung der Algebra ist das ein wichtiger Gedanke, da dadurch Gleichungen wie {\displaystyle a\cdot b+c} geometrischen Sinn ergeben: Man kann das zum einen deuten als die Addition zweier Streckenlängen {\displaystyle a\cdot b} und {\displaystyle c} und zum anderen als die Addition zweier Flächen {\displaystyle a\cdot b} und {\displaystyle c\cdot 1} (wenn man sich eine Einheit dazudenkt).
Für die algebraische Notation stellt Descartes in diesem Buch viele der heute üblichen Notationen vor. So stehen bei ihm die Variablen {\displaystyle x,y,z} für Unbekannte, die noch zu suchen sind, und {\displaystyle a,b,c} für beliebige Werte, deren genauen Wert man aber nicht sucht. Auch die Potenzschreibweise {\displaystyle a^{2}} verwendet Descartes anstelle der damals üblichen Konvention {\displaystyle aa}.
Diese Algebraisierung der Geometrie – er nimmt damit die Beschreibung eines euklidischen Körpers vorweg – führt zur wichtigsten Feststellung im ersten Buch, dass man geometrische Konstruktionen mithilfe von Koordinaten beschreiben kann. Aus diesem Grunde wurde das heute noch übliche kartesische Koordinatensystem zu seinen Ehren nach seinem latinisierten Namen Cartesius benannt. Entgegen der landläufigen Meinung hat er das Koordinatensystem aber nicht erfunden. Nirgendwo in La Géométrie findet sich ein Koordinatensystem oder überhaupt eine Beschreibung dessen. Es handelt sich um eine spätere Erfindung, um Einsteigern Descartes Methode besser vermitteln zu können.
Die Kraft dieser Innovation demonstriert Descartes, indem er ein geometrisches Problem des Griechen Pappos verhältnismäßig elegant löst.

### Buch II

Krümmungskreis

Das zweite Buch trägt den Titel De la nature des lignes courbes („Über das Wesen gekrümmter Linien“), wo er zwischen zwei verschiedenen Formen von Kurven unterscheidet: geometrischen und mechanischen. In der heutigen Sprache bezieht er sich darauf, dass man Kurven mithilfe von algebraischen Gleichungen in zwei Variablen darstellen kann. Die aus der Schulmathematik bekannte Geradengleichung hat beispielsweise eine Form wie {\displaystyle y=2x}, wo für die Werte {\displaystyle x} und {\displaystyle y} die Punkte auf der Geraden beschrieben werden. Diese Geraden, die sich mit Lineal und Zirkel beschreiben lassen, sind in diesem Sinne geometrisch. Descartes stellt aber fest, dass man sich auch Gleichungen ausdenken kann, die Kurven repräsentieren, welche man gar nicht mehr mit Lineal und Zirkel konstruieren lassen. Diese sind in seinem Sinne mechanisch. Er zeigt aber, dass alle „mechanischen“ Kurven sich aus dem Produkt geometrischer Kurven zusammensetzen lassen – in der modernen Sprache stellt er fest, dass man alle Polynome über den reellen Zahlen in lineare und quadratische Faktoren zerlegen kann.
Wichtig für die Entwicklung der Analysis ist seine Beschäftigung, wie man eine Normale an einer gegebenen Kurve finden kann. Zum Finden einer Normalen schlägt er die Konstruktion eines Krümmungskreises vor.

### Buch III
Schließlich trägt das letzte Buch den Titel De la construction des problèmes qui sont solides ou plus que solides („Über Konstruktionsprobleme von dreidimensionalen und höherdimensionalen Körpern“) und beschäftigt sich nun mit der allgemeinen Theorie von Polynomen. In diesen entwickelt er auch die nach ihm benannte Vorzeichenregel.

## Rezeption und Nachwirkung
Da das Werk zuerst in den Niederlanden erschien, erfuhr das Werk zunächst dort eine größere Verbreitung, besonders durch die Vermittlung seines Schülers Frans van Schooten. Es war der Niederländer Johan Hudde, der das Werk später erneut herausgab und weiterentwickelte.
Der Mathematikhistoriker Carl Benjamin Boyer zählt dieses Werk zusammen mit Newtons Principia Mathematica und Eulers Introductio in analysin infinitorum zu den wichtigsten mathematischen Abhandlungen der Neuzeit. Aufgrund dieses Werkes wurde und wird Descartes von vielen nicht nur als Vater der analytischen Geometrie, sondern als Vater der modernen Algebra und als Vater der Gleichung überhaupt angesehen, obwohl viele Ideen daraus schon vorher existierten.

## Textausgaben
- René Descartes: Geometrie. 2. Auflage. Wissenschaftliche Buchgesellschaft, 1984 (französisch: La Géométrie. 1894. Übersetzt von Ludwig Schlesinger).